# USS Augusta (CA-31)
El USS Augusta (CA-31) fue un crucero pesado de la Armada de los Estados Unidos perteneciente a la clase Northampton que sirvió durante la Segunda Guerra Mundial. Fue buque insignia presidencial de los mandatarios Franklin D. Roosevelt y Harry S. Truman, además de varios altos mandos estadounidenses.

## Historia

### Preguerra
El USS Augusta fue construido bajo las condiciones del Tratado Naval de Washington de 1930, en Newport News Shipbuilding Co. en Virginia desde julio de 1928. Fue botado en febrero de 1930 y comisionado en enero de 1931, inicialmente fue clasificado como un crucero ligero con el numeral CL-31.
Realizó cruceros de representacìón en el Atlántico y en el mar Caribe y en julio de 1931 fue reclasificado como un crucero pesado recibiendo su numeral CA-31. Fue asignado al Pacífico en las mismas labores.

En 1933 fue enviado como buque insignia de la flota de Asia realizando representaciones en los puertos orientales de la Unión Soviética, China y Japón, Indonesia, Micronesia y Australia. Realizó labores de protección de los intereses estadounidenses en China durante la Segunda Guerra Sino-japonesa de 1937 con base en Shanghái. 
En julio de 1937 fue atacado accidentalmente por aviones japoneses y representantes de la Armada Imperial Japonesa tuvieron que dar disculpas a bordo del crucero no solo por ese ataque; sino además en diciembre de ese año por el «hundimiento accidental» del USS Panay (PR-5) hundido en el Yang Tze. 
Dentro de ese mes, otro incidente tuvo lugar cuando un cañonazo proveniente de territorio chino mató a un miembro de la tripulación. El USS Augusta realizó una ardua actividad en este escenario complicado protegiendo la vida de los civiles estadounidenses, llevándose a bordo a muchos de ellos que fueron expulsados de sus propiedades por el conflicto.

### Segunda Guerra Mundial
En la  apertura de la Segunda Guerra Mundial, el USS Augusta  fue enviado a remodelación a Mare Island.
El crucero  fue remodelado en la batería antiaérea, se le adicionaron 4 cañones de 127 mm y fueron montados encima del hangar, además se le instalaron 5 cañones de 76 mm.
Se le instalaron  los directores de tiro en la cofa y a proa y sus dos telémetros lo que alteró su silueta, y fue dotado de una antena de radar de alerta lejana tipo RCA-CXAM n.º 1. 
En abril de 1941 fue enviado al Atlántico como buque insignia a través del Canal de Panamá, izando su bandera el almirante Ernest J. King, fue enviado a la Islas Bermudas  hasta junio de ese año.

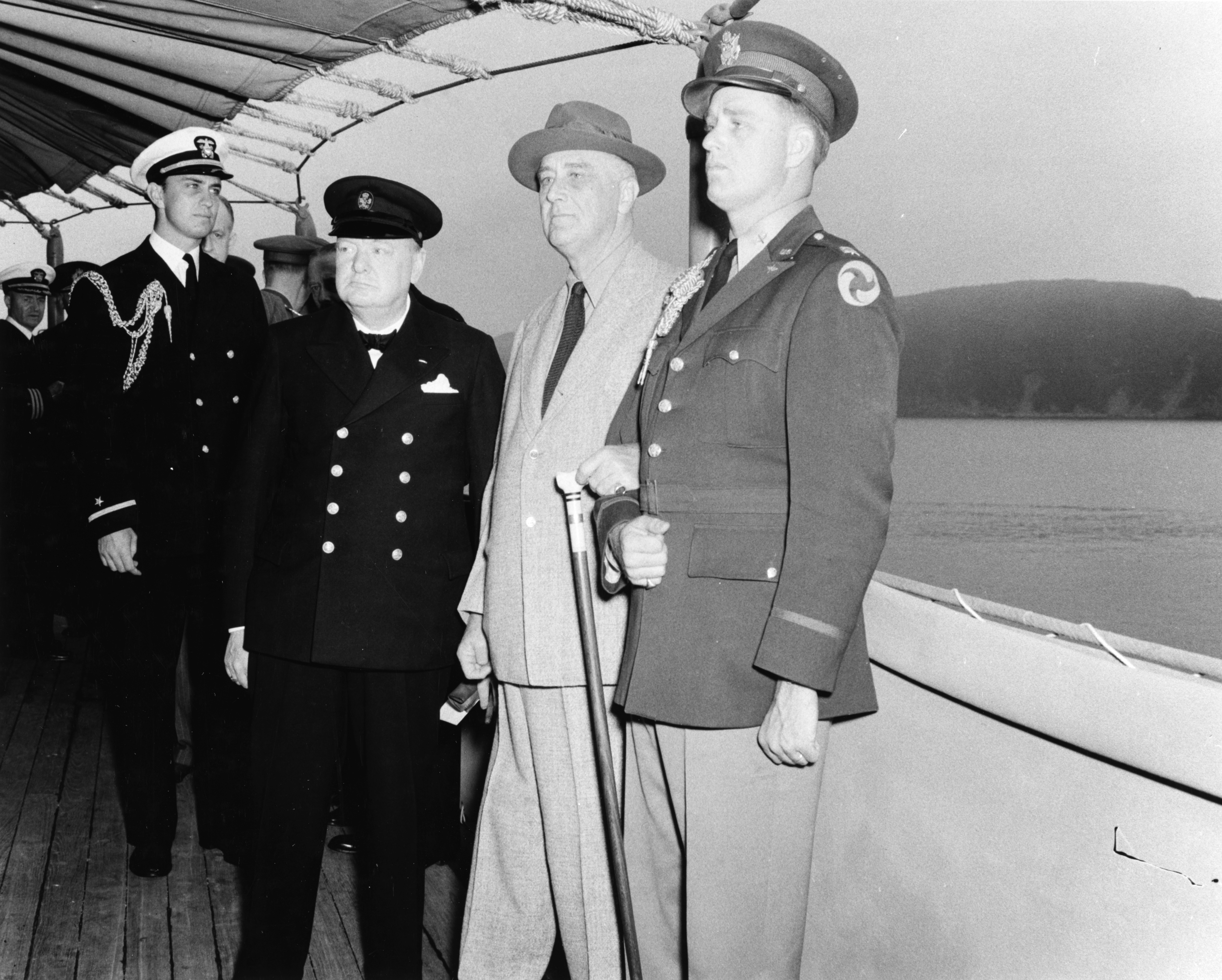
El primer ministro Winston Churchill en su encuentro con el presidente Roosevelt a bordo del USS Augusta (agosto de 1941)

En agosto de 1941, sirvió como buque insignia presidencial de Franklin D. Roosevelt y lo llevó a su encuentro secreto en Terranova con el primer ministro británico Winston Churchill en la bahía de Placentia en Newfoundland, dicho encuentro se produjo entre  10 al 12 de agosto y ambos mandatarios convinieron la llamada Carta del Atlántico. 
Estando al ancla en Newport, el 7 de diciembre de 1941 se produjo el ataque a Pearl Harbor, el almirante King fue relevado y tomó su lugar el almirante Ingersoll quien hizo realizar duros entrenamientos a la tripulación del USS Augusta desde fines de diciembre de 1941 a febrero de 1942 hasta que este cambió su insignia al USS Constellation. 
El USS Augusta realizó varias misiones como buque insignia desde aguas canadienses hacía las Indias Occidentales durante hasta octubre de 1942.

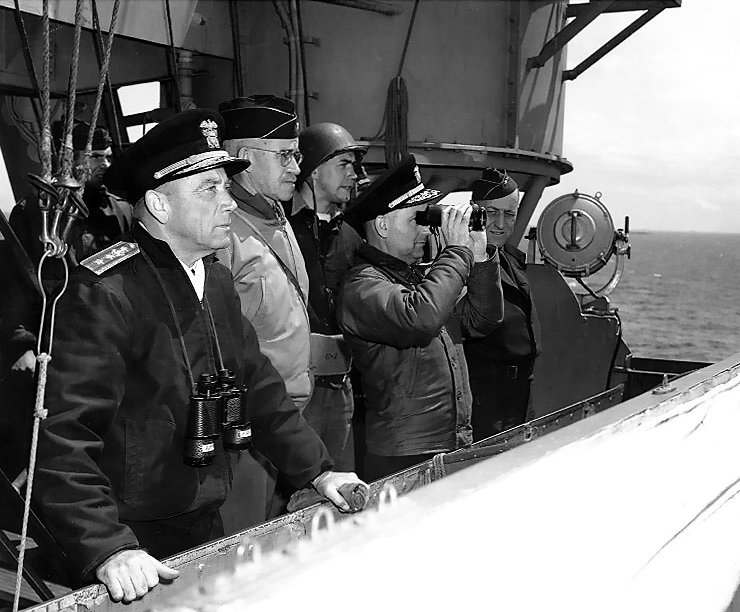
El general Omar Bradley observando el desembarco en playa Omaha el 8 de junio de 1944 en el puente del USS Augusta.

El 8 de noviembre de 1942, el USS Augusta transportó al general George Patton para dar inicio a la Operación Torch, el crucero fue atacado a la pasada por el acorazado francés Jean Bart a la entrada del puerto de Casablanca obligándole a retirarse, siendo esta su primera acción real de guerra. El acorazado francés tuvo que ser atacado por aire para ser neutralizado antes de dar inicio a la operación.
Fue enviado a aguas inglesas para dar apoyo a la Home Fleet durante todo el año de 1943 escoltando convoyes y apoyando operaciones anfibias con bombardeo de ablandamiento previos.
Durante el Desembarco de Normandía, el 8 de junio de 1944 sirvió como buque insignia del alto mando americano en el desembarco frente a las playas de Omaha teniendo a bordo al general Omar Bradley. En julio de 1945, sirvió como buque insignia del presidente Harry S. Truman llevándole y trayéndole de regreso de la Conferencia de Potsdam.

### Postguerra
Terminada la guerra, sirvió como buque de repatriación trayendo de vuelta a tropas desde Europa a Estados Unidos.
En julio de 1946 pasó a la reserva, quedando en estado pasivo por 13 años amarrado a un muelle en Filadelfia. En noviembre de 1959 fue finalmente desguazado y vendido como chatarra.